# Chiaki Ishii
Chiaki Ishii (* 1. Oktober 1941 in Ashikaga, Japan) ist ein ehemaliger brasilianischer Judoka. Er war Olympiadritter im Halbschwergewicht 1972 und der erste brasilianische Medaillengewinner im Judo.
Der 1,80 m große Chiaki Ishii gewann bei den Panamerikanischen Meisterschaften 1970 sowohl das Halbschwergewicht als auch die Offene Klasse. Bei den Judo-Weltmeisterschaften 1971 in Ludwigshafen trat er ebenfalls in beiden Gewichtsklassen an. Im Halbschwergewicht gewann Ishii eine Bronzemedaille, nachdem er sich in der Hoffnungsrunde durch einen Sieg über den Deutschen Paul Barth für das Halbfinale qualifiziert hatte und dort gegen den späteren Weltmeister Fumio Sasahara aus Japan verlor. In der offenen Klasse unterlag er Witali Kusnezow aus der Sowjetunion und in der Hoffnungsrunde Masatoshi Shinomaki aus Japan.
Im Mai 1972 wiederholte Ishii seinen Doppelsieg bei den Panamerikanischen Meisterschaften. Bei den Olympischen Spielen 1972 in München unterlag Ishii im Poolfinale Paul Barth, durch einen Sieg über Helmut Howiller aus der DDR in der Hoffnungsrunde erreichte er das Halbfinale. Nachdem er dort gegen den Briten David Starbrook unterlag, erhielt er die Bronzemedaille. In der offenen Klasse unterlag er Witali Kusnezow in seinem ersten Kampf. Nach einem Sieg in der Hoffnungsrunde über den Australier Barry John Johnson schied Ishii gegen den Niederländer Willem Ruska aus. 
Bei den Judo-Weltmeisterschaften 1973 in Lausanne belegte Ishii noch einmal den fünften Platz im Halbschwergewicht.
Chiaki Ishii hat mit Tania und Vania Ishii zwei Töchter, die für Brasilien bei Olympischen Spielen antraten. Der US-Judoka Mike Swain ist mit Tania Ishii verheiratet und Schwiegersohn von Chiaki Ishii.